# Mesorhynchaglaea
Mesorhynchaglaea là một chi bướm đêm thuộc họ Noctuidae.

## Loài
- Mesorhynchaglaea pacifica Sugi, 1980